# Drei Häftlinge im Todestrakt
Drei Häftlinge im Todestrakt (Originaltitel: 3 Deewarein, übersetzt: Drei Mauern) ist ein Hindi-Film von Nagesh Kukunoor, der zwar an den Kassen floppte aber von Kritikern hoch gelobt wurde.

## Handlung
Dies ist die Geschichte von 3 Männern in der Todeszelle. Jaggu, ein Rechtsanwalt und Dichter, sitzt in Haft, weil er seine Frau umgebracht hat, da sie ihn betrogen hatte. Er ist geständig und macht Bekanntschaft mit zwei weiteren Todeskandidaten:
Mit dem frustrierten Naagya, der angeblich seine Frau vor ein fahrendes Auto geworfen hat, behauptet aber, es sei ein Unfall gewesen. Und mit Ishaan, einem Bankräuber, der bei einem Banküberfall die Kassiererin erschossen hat, als er hinfiel.
Der Aufseher Mohan behandelt die Häftlinge, trotz ihrer Vergangenheit, auf humane Weise und erlaubt der Dokumentarfilmerin Chandrika einen Film über die drei Häftlinge zu drehen.
Bei den Interviews kommen sich Chandrika und die drei Männer näher. Chandrika schöpft dadurch auch Kraft sich gegen ihren Ehemann Sunil zu wehren, der sie misshandelt und ihre schmerzhafte Vergangenheit zu überwinden.

## Auszeichnungen
Filmfare Award 2004
- Filmfare Award/Beste Story an Nagesh Kukunoor

Star Screen Award (2004)
- Star Screen Award/Beste Nebendarstellerin an Juhi Chawla

Nominierungen
- Star Screen Award/Beste Regie an Nagesh Kukunoor
- Star Screen Award/Bester Film an Nagesh Kukunoor
- Star Screen Award/Bestes Drehbuch an Nagesh Kukunoor
- Star Screen Award/Bester Ton an Manas Choudhury
- Star Screen Award/Beste Story an Nagesh Kukunoor
- Star Screen Award/Bester Nebendarsteller an Naseeruddin Shah

Zee Cine Award – Nominierungen (2004)
- Zee Cine Award/Beste Nebendarstellerin an Juhi Chawla
- Zee Cine Award/Bester Nebendarsteller an Naseeruddin Shah
- Zee Cine Award/Bester Schnitt an Sanjib Datta
- Zee Cine Award/Beste Story an Nagesh Kukunoor